# Szűz Mária-székesegyház (Murcia)
A Szűz Mária-székesegyház a spanyolországi Murcia egyik 14–15. századi műemléke, a Cartagenai egyházmegye központi temploma.

## Története
A murciai székesegyház felépítésére tett első próbálkozások már a reconquista idején megtörténtek. 1266. február 2-án I. Jakab aragóniai király és Pedro Gallego cartagenai püspök megérkezett a visszahódított Murciába, és a nagymecset felé vették az irányt. A mecsetet Santa María la Mayor címzettel keresztény templommá szentelték, sőt, 1291-ben székesegyházzá is megtették, átköltöztetve ide a püspöki székhelyet Cartagenából.
A jelenlegi templom alapkövét 1394-ben tették le Fernando de Pedrosa püspök idején, de a kolostor (amelyben ma múzeum működik) már korábban felépült. Az építési munkák java részével 1467-re (Lope de Rivas püspök idejére) elkészültek: az új templomot ekkor szentelték fel. A következő évszázadok során azonban többször átépítették, bővítették (például új kápolnákkal): ennek köszönhető, hogy többféle különböző építészeti stílus jelenik meg rajta. A főhomlokzat mai formáját 1737 és 1751 között alakították ki. 1854-ben a templom főhajójában tűzvész pusztított, tönkrement többek között a retabló, a bútorzat és az orgonák, sőt, még az ablakok is szétrobbantak, kivéve a déli rózsaablakot. A felújításban jelentős szerepet játszott Mariano Benito Barrio Fernández püspök, valamint II. Izabella királynő adománya.

## Leírás
A templom a délkelet-spanyolországi Murcia történelmi városközpontjában található, a Belluga bíboros tér keleti oldalán, a püspöki palota északkeleti szomszédságában, mintegy 150 méterre a Segura folyótól.
A térre néző barokk főhomlokzat 54 méter magas, igen gazdagon díszített, például több mint 20 szobor (20 szent, 3 arkangyal és egy őrangyal) látható rajta. Ezt a különleges „retabló-homlokzat” formát Jaime Bort y Meliá valenciai építész álmodta meg és valósította meg. Három bejárata a templombelső három hajójába vezet.
A kereszthajó déli végén, az Apóstoles utcára nyíló kapu neve „Apostolok kapuja”: ez az épület egyetlen kapuja, amely még a 15. századból maradt fenn. Diego Sánchez de Almazán építésznek tulajdonítják, 1465 és 1480 között készülhetett. A flamboyant stílusú bélletes kapu a két szélén álló négy szoborról kapta a nevét, amelyek András, Pál, Jakab és Péter apostolokat ábrázolják. Fölöttük próféták, ószövetségi királyok és zenélő angyalok szobrai jelennek meg, a kapu csúcsán pedig a 19. század közepén II. Izabella spanyol királynő címerét helyezték el, kifejezve ezzel hálájukat, amiért a királynő segítséget nyújtott az épület tűzvész utáni felújításában. A kapu fölött látható a templom egyetlen rózsaablaka.
Északi oldalán, a Trapería utca felé nyílik az úgynevezett „Láncok kapuja” (Portada de las cadenas), amelyet két külön időszakban építettek. Első része a 16. század elején épült, mint az egész Ibériai-félsziget egyik első reneszánsz építménye, míg befejezésére a 18. század végén került sor. Eredetileg egy diadalívet formázott, a Spanyol Monarchia dicsőségét hirdetve: domborművei között megjelennek a „katolikus királyok” (II. Ferdinánd aragóniai király és I. Izabella kasztíliai királynő), valamint leányuk, Johanna és férje, Szép Fülöp. A kapuív felső sarkain egy-egy babérkoszorúval övezve Szent Péter és Szent Pál mellszobra látható, a kapu fölötti részben pedig a Szoptató Madonnát, valamint a cartagenai szent testvéreket, Sevillai Szent Leandert, Sevillai Szent Izidort és Cartagenai Fulgentiust ábrázolták.
A templom harangtornya, amely az északnyugati részén emelkedik, szintén több részletben készült. Első két szintje reneszánsz stílusú, ezt a két részt Jacopo Florentino és Jerónimo Quijano tervezte. Mintegy két évszázadnyi szünet után, a 18. század közepén José López vezetésével folytatódtak a torony építési munkái: ekkor készült el barokk stílusban az órát és a harangot tartalmazó rész. Ugyanezen század végén Ventura Rodrígueznek köszönhetően klasszicista kupola és lanterna épült a torony tetejére. A benne lakó, San Victoriano nevű harangot 1889-ben öntötték. Átmérője 124 cm, tömege 1104 kg.
A középső hajóban található a főoltár és a kórus. A főoltár neogótikus retablóján Szűz Mária jelenik meg a püspökség történetében fontos szerepet játszó szentek társaságában. Ebben az oltárban őrzik X. Alfonz kasztíliai király szívét és belsőségeit. A kórus késő reneszánsz berendezését diófából faragták, domborművein Krisztus életének jelenetei és szentek képei láthatók. A fölötte elhelyezkedő orgona közel 4000 síppal rendelkezik.
A székesegyházhoz több kápolna is csatlakozik:
- A Vélez-kápolna rendkívül gazdag díszítésével tűnik ki, 1928-ban nemzeti műemlékké nyilvánították. 1490-ben alapította sírkápolnaként Juan Chacón, a Murciai királyság adelantadója, majd építését 1507-ben fejezte be fia, Pedro Fajardo. Ez Spanyolország mindössze három flamboyant-gótikus stílusú sírkápolnájának egyike. Építtetőinek hatalmát mutatja, hogy ez a kápolna magasabb, mint a templomhoz tartozó összes többi. Alaprajza szabálytalan nyolcszög, tízcsúcsú csillagboltozat fedi.[2]
- A Gil Rodríguez de Junterón-kápolna a spanyol reneszánsz egyik kiemelkedő emléke. A Születés-kápolnát 1515-ben vásárolta meg Gil Rodríguez de Junterón, majd tíz évvel később Jacopo Florentino tervei alapján Jerónimo Quijano építette a mostani kápolnát. Különlegessége a boltozat: ezt az új típusú szerkezetet későbbi építészek is csodálták, sőt, Alonso de Vandelvira építész el is nevezte „murciai kupolának”. A kápolna közepén látható a Quijano által fehér carrarai márványból kifaragott retabló. Az oszlopok között Ézsaiás próféta és Keresztelő Szent János szobra helyezkedik el, de láthatók itt szibillák ábrázolásai is. Az alapító Rodríguezt végrendeletének megfelelően egy Rómából hozatott kőszarkofágban temették el az itteni oltár alatt.[2]
- A keresztelőkápolna szintén Quijano műve 1545-ből. Carraraimárvány-retablója egy itáliai művész (spanyolos nevén: Juan de Lugano) alkotása a 16. század második feléből, és Máriát, mint a „jó” védelmezőjét ábrázolja, jobb kezében egy jogarral, amellyel a lábánál levő démont készül megütni. Azért nevezik keresztelőkápolnának, mert 1908-ig a székesegyház plébánia is volt, és a hívek itt részesülhettek a keresztség szentségében.[2]
- A Szeplőtelen fogantatás-kápolnát Antonio de Trejo püspök, ferences szerzetes építtette a 17. század elején, így ez lett egész Spanyolország egyik első kápolnája, amelyet a szeplőtelen fogantatás hittételének nevére szenteltek. Stílusa barokk, itáliai hatásokkal. Mária színezett faszobra 1627 körül készülhetett.[2]
- A Segítő Szűz-kápolnát 1435-ben alapította Sancho Dávalos murciai kormányzó. Különös értéke a barokk retabló, amelyet valószínűleg Francisco Salzillo készített a 18. században. Elképzelhető, hogy itt temették el a „spanyol Leonardo da Vinciként” ismert, 1613-ban elhunyt Jerónimo de Ayanz y Beaumontot.[2]

## Képek

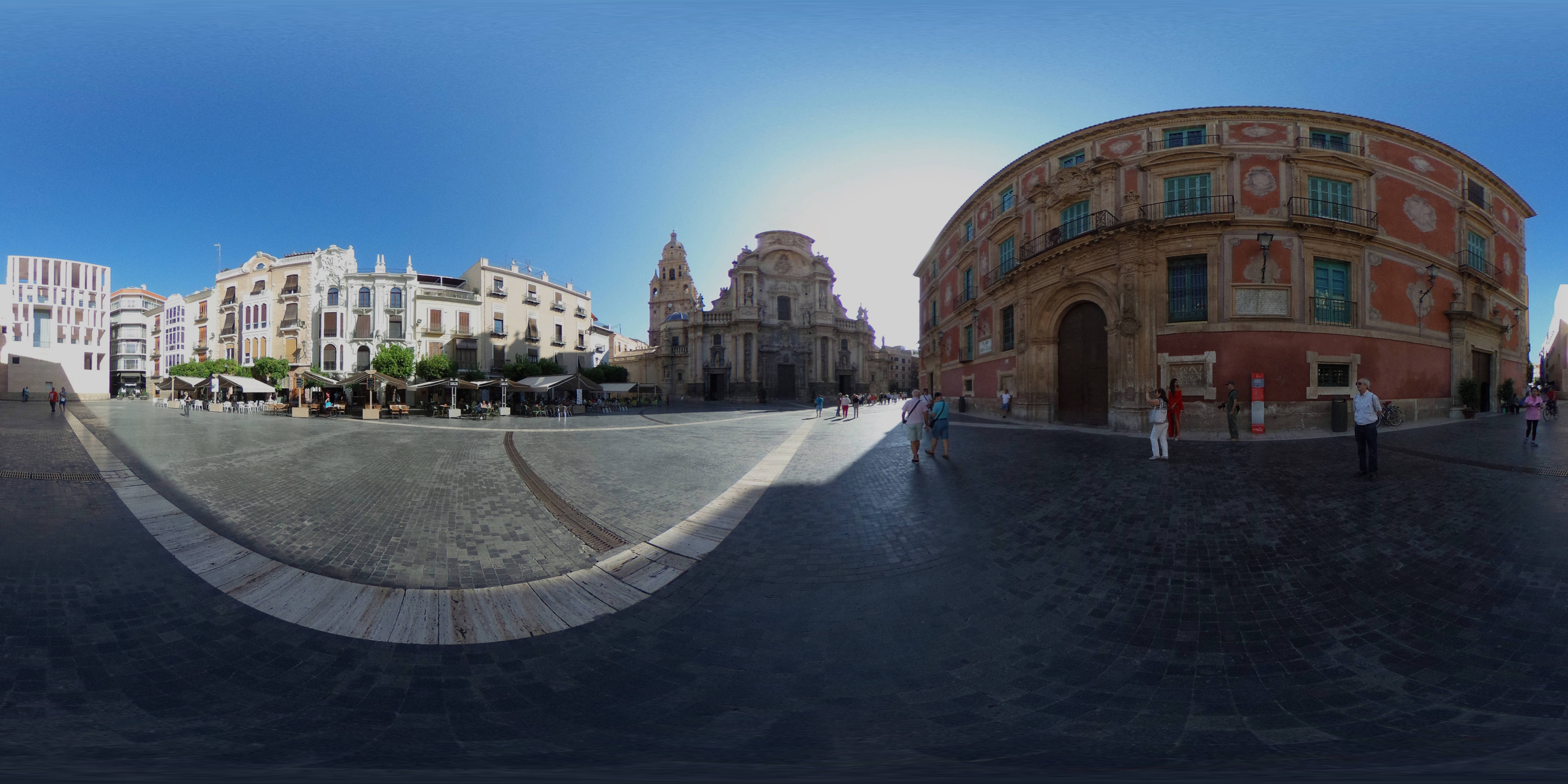
Panorámakép a székesegyházzal és a püspöki palotával
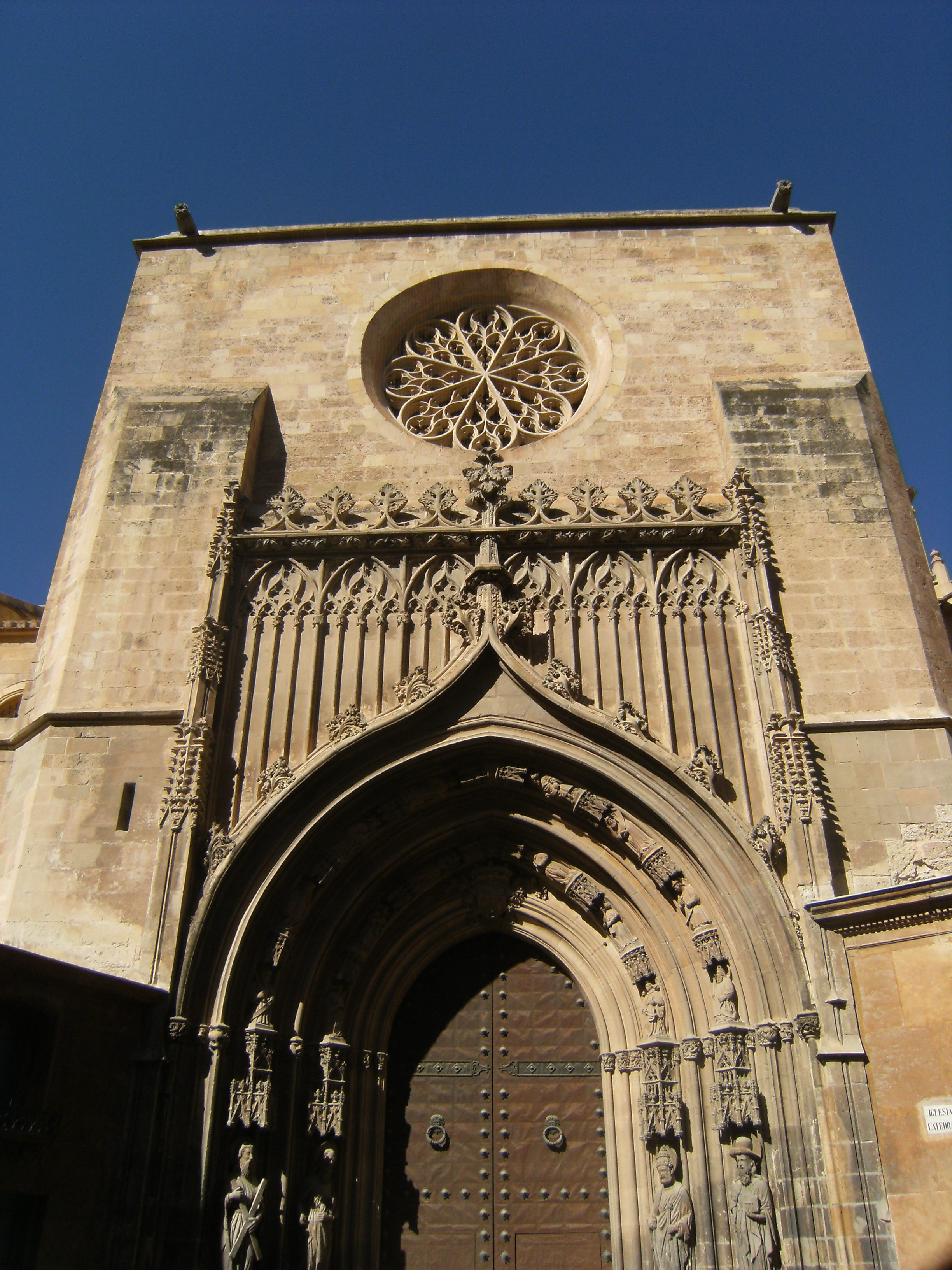
Az Apostolok kapuja
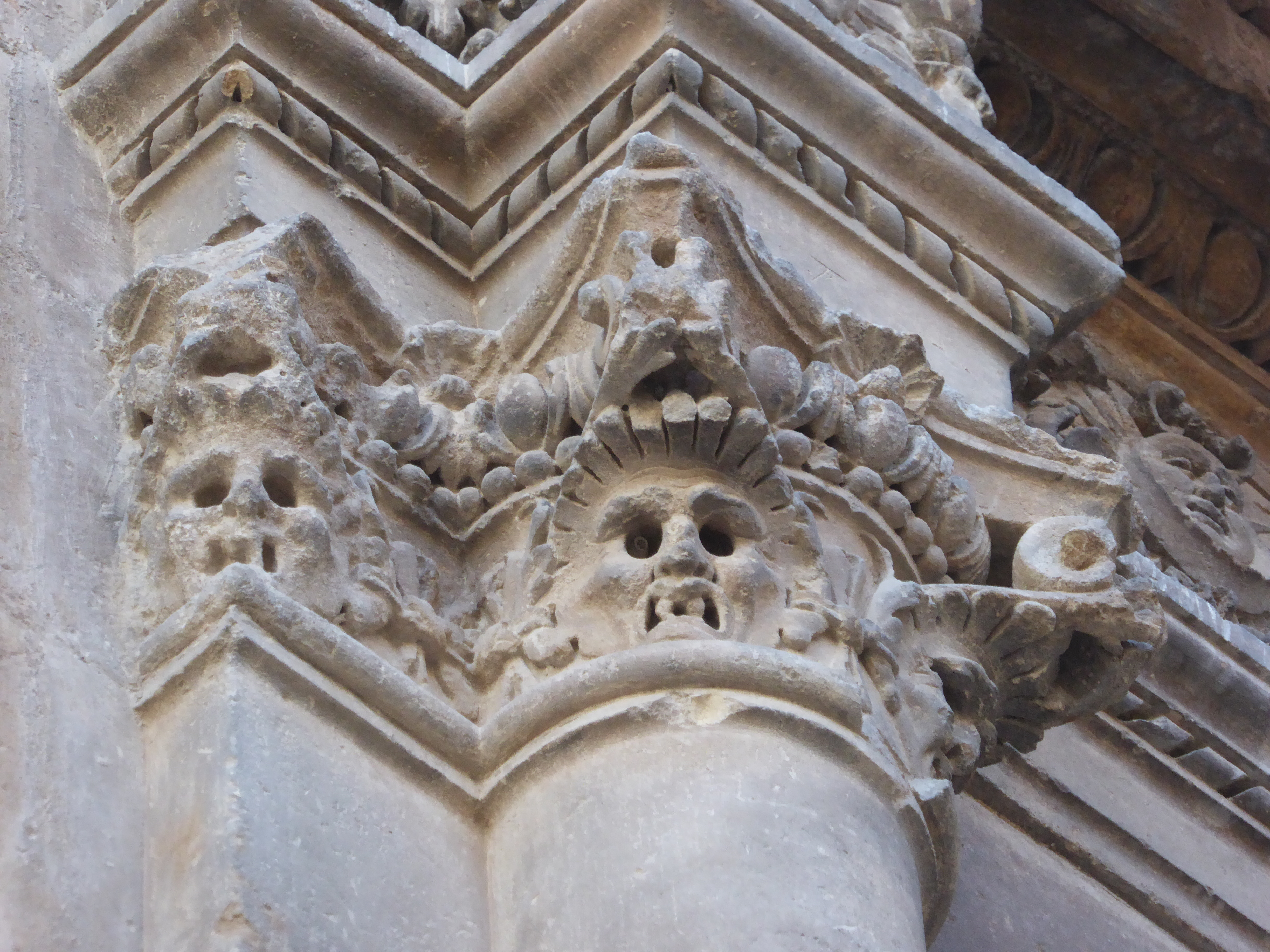
Részlet
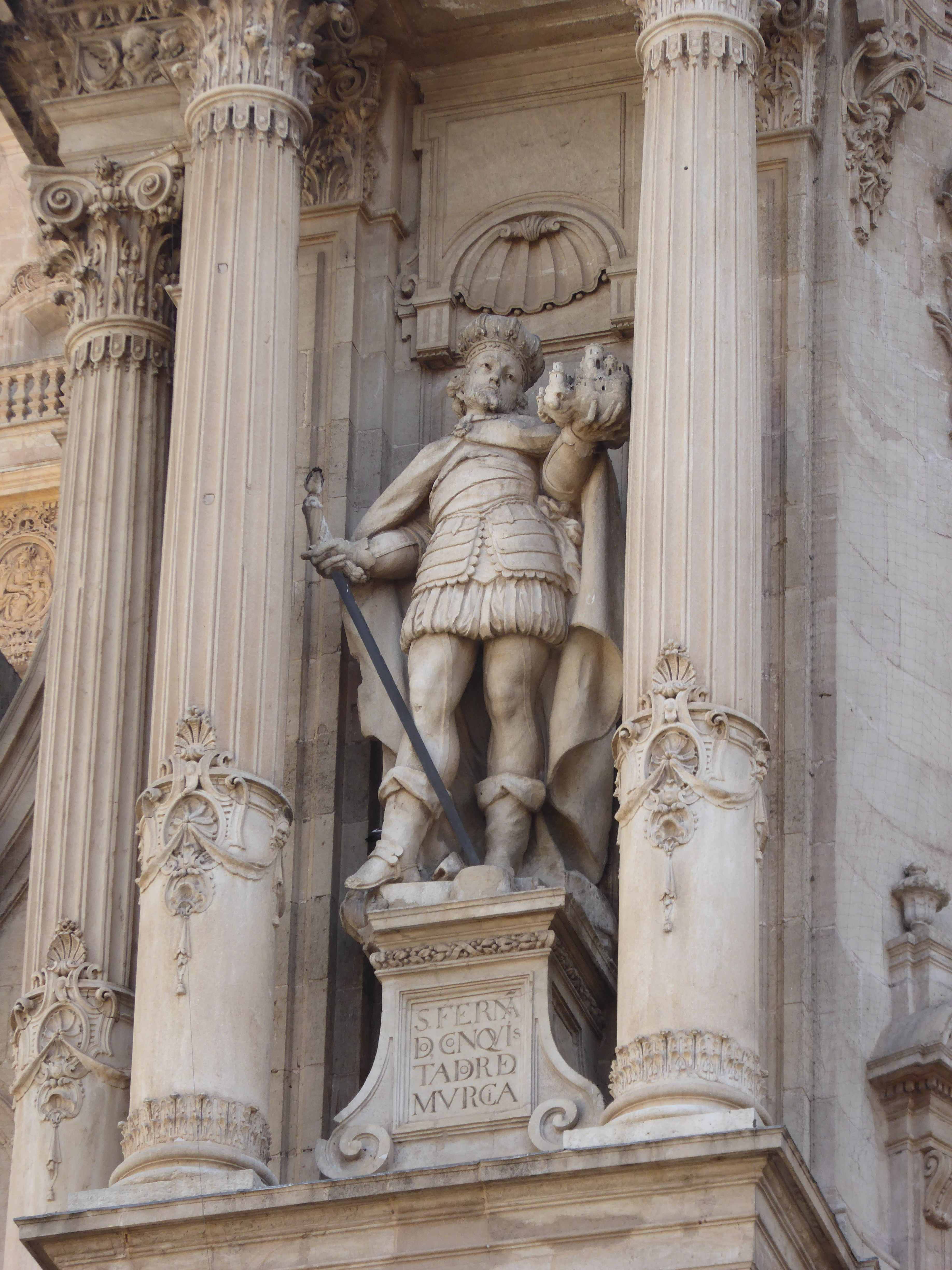
Részlet
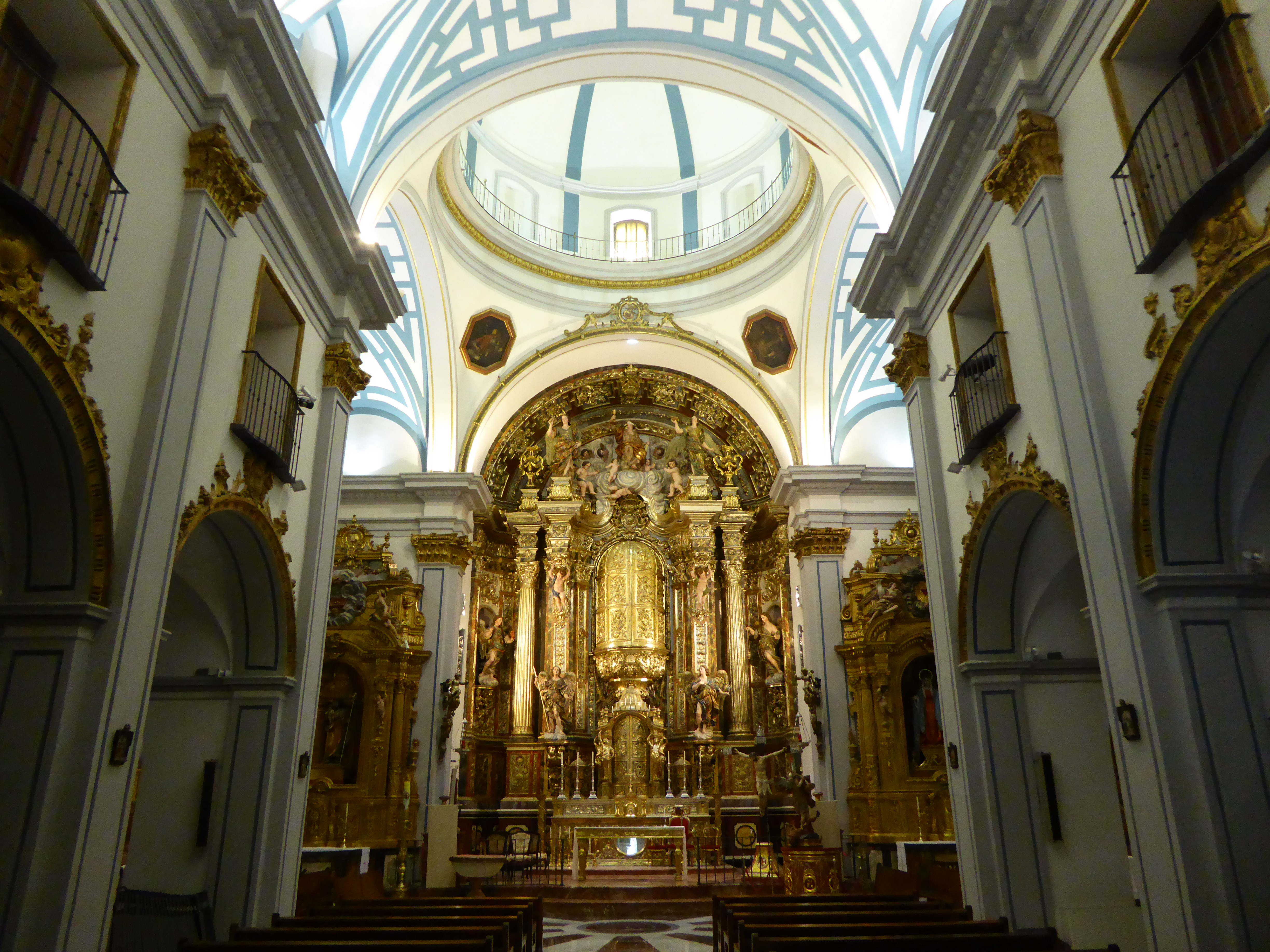
Belső kép